# Bhaurasa
Bhaurasa là một thị xã và là một nagar panchayat của quận Dewas thuộc bang Madhya Pradesh, Ấn Độ.

## Nhân khẩu
Theo điều tra dân số năm 2001 của Ấn Độ, Bhaurasa có dân số 10.405 người. Phái nam chiếm 52% tổng số dân và phái nữ chiếm 48%. Bhaurasa có tỷ lệ 60% biết đọc biết viết, cao hơn tỷ lệ trung bình toàn quốc là 59,5%: tỷ lệ cho phái nam là 70%, và tỷ lệ cho phái nữ là 48%. Tại Bhaurasa, 17% dân số nhỏ hơn 6 tuổi.